# Unterwetzler
Unterwetzler ist ein abgegangener mittelalterlicher Hof bei Pfahlbronn, einem Ortsteil der Gemeinde Alfdorf im baden-württembergischen Rems-Murr-Kreis. Über die Geschichte der Siedlung ist nicht mehr viel bekannt, die Lage ist unklar.

## Lage und Geschichte
Die Hofraite lag südwestlich von Pfahlbronn. 1446 verkaufte das Kloster Gotteszell seinen Hof by Pfalbrun gelegen, genannt der Vnterwetzler für 77 Gulden an Ulrich Knödler aus Pfahlbronn. 1447 veräußerte Knödler seinen Hof für 82 Gulden an die Benediktiner des Klosters Lorch. 1448 erhielt Knödler das Anwesen von den Mönchen als Erblehen zurück und verpflichtete sich, jährlich einen Zins von zweieinhalb Pfund und sechs Heller an das Kloster zu zahlen.